# パルラ
パルラ(Parla, スペイン語発音: [ˈpaɾ.la])は、スペイン・マドリード州のムニシピオ（基礎自治体）。スペインの首都マドリードから約20km南、マドリード大都市圏の最南端部に位置する。2014年の人口は125,323人。

## 歴史

### 先史時代・古代
この地域からは旧石器時代のチャートで作られた石器が出土している。紀元200年頃にはイベリア半島の沿岸部からやってきた遊牧民がこの地域に定住しはじめ、銅などの金属加工、放牧、農業、織物の知識をもたらした。これらの入植者はウマネホスの流れに沿って居住していた。
4世紀から5世紀には中央ヨーロッパからケルト人がやってきて、この地域の人口が増大した。この地域の住民は放牧や農業などを行って生活していたが、ケルト人は製鉄や陶器などの先進技術をもたらした。カルタゴ人やローマ人の登場によって独立した町としての発展が中断された。ローマ人はこの地域のローマ以前の歴史を記録しており、またローマ時代の遺物として多くの墓石や硬貨が残っている。
711年頃に起こったグアダレーテの戦いを契機として、ウマイヤ朝がイベリア半島を征服し、パルラの町とその住民はイスラーム勢力であるウマイヤ朝の支配領域の一部となった。

### 中世・近世
カトリック勢力によるレコンキスタの過程で、パルラから南に60kmの距離にあるトレドがカトリック勢力の下に戻ったのは11世紀後半のことである。この過程でパルラも再び独立した町となり、この領域はマドリードのアルフォス（いくつかの村や町を内包する、中規模の領域）の一部となった。当時のこの地域には2つの集落があった。北のパルラと南のウマネホス(Humanejos)である。ウマネホスの集落は1650年頃に姿を消した。
文献でパルラが初めて言及されるのは、1338年1月6日にトルヒーリョでカスティーリャ王アルフォンソ11世が書いた手紙である。アルフォンソ11世はムーア人に対する戦いへの支援のお礼として、パルラの集落の管理権を枢機卿に譲った。この手紙は1351年12月7日にカスティーリャ王ペドロ1世によって確認されている。
ナポレオン戦争中の1808年から1814年にスペインとフランス帝国が戦った半島戦争後、パルラには他地域からやってきた多くの貧しい難民が定住した。

## 地理
パルラの標高は648.5mであり、面積は24.43km2である。マドリード州の6自治体と境界を接しており、北はフエンラブラーダと、東はピントと、南はトレホン・デ・ベラスコやトレホン・デ・ラ・カルサーダと、西はグリニョンやウマネス・デ・マドリードと接している。

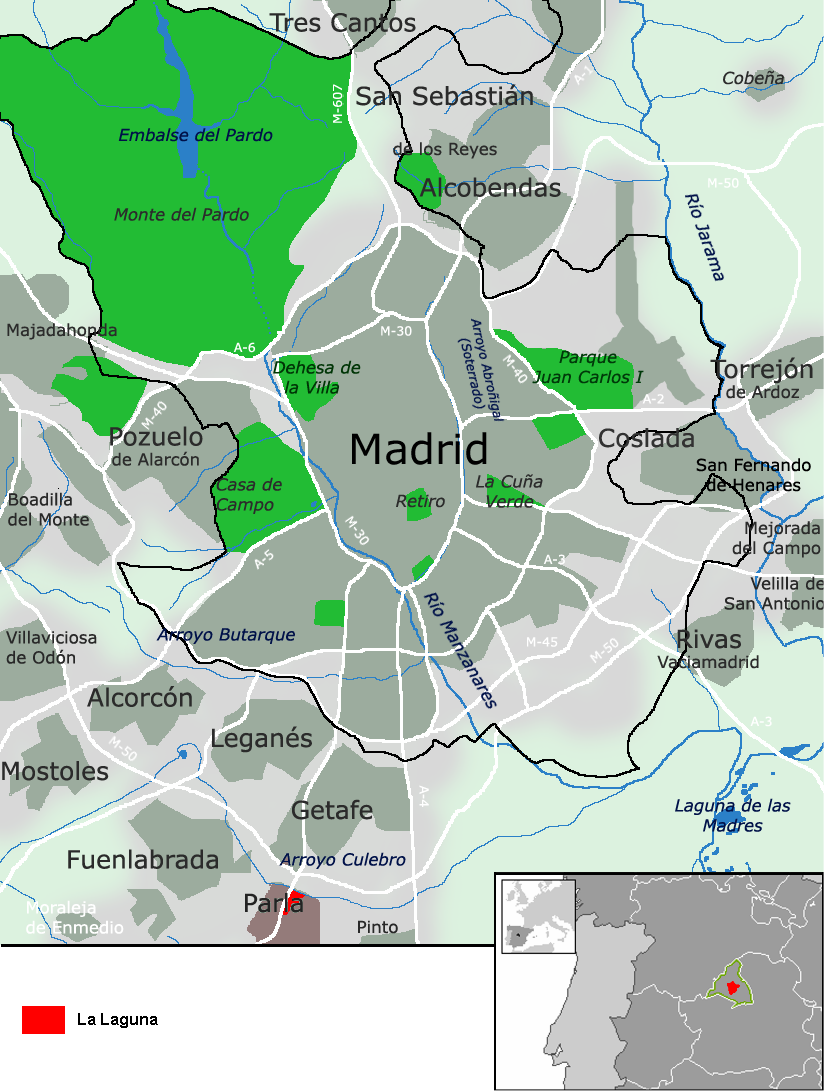
マドリード都市圏におけるパルラ（最下部の中央）
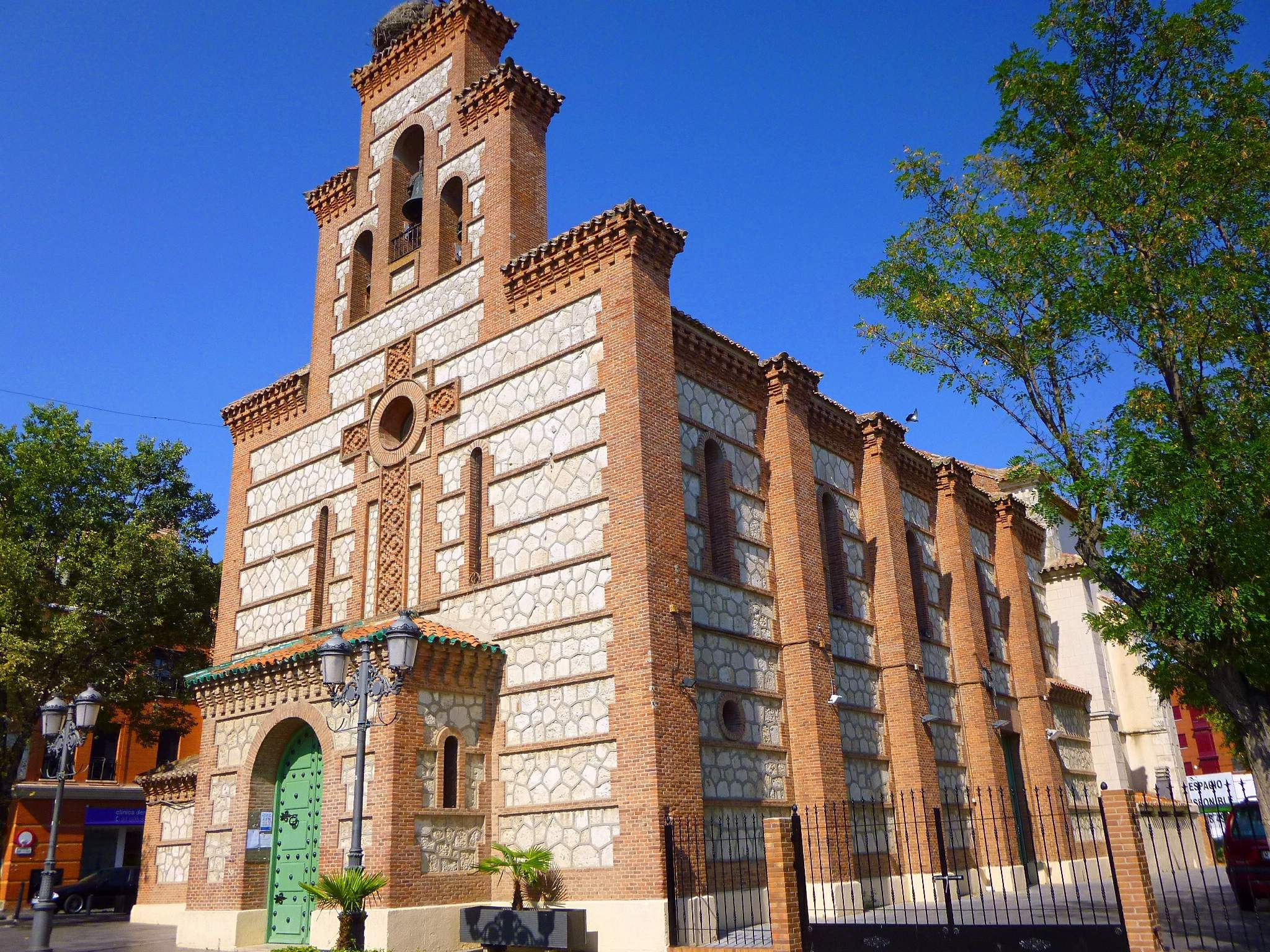
アスンシオンの聖母教会（旧教会）
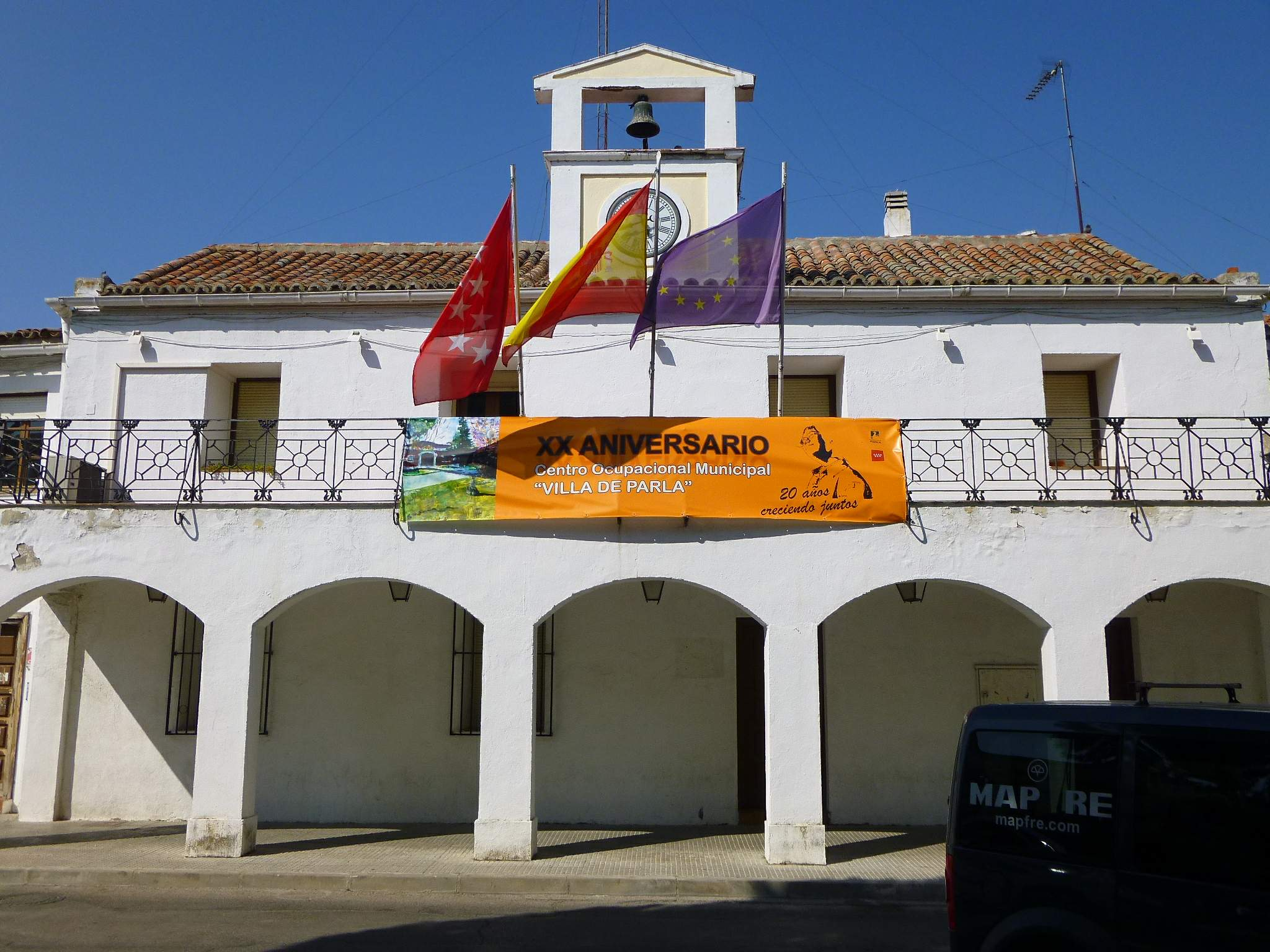
旧自治体庁舎
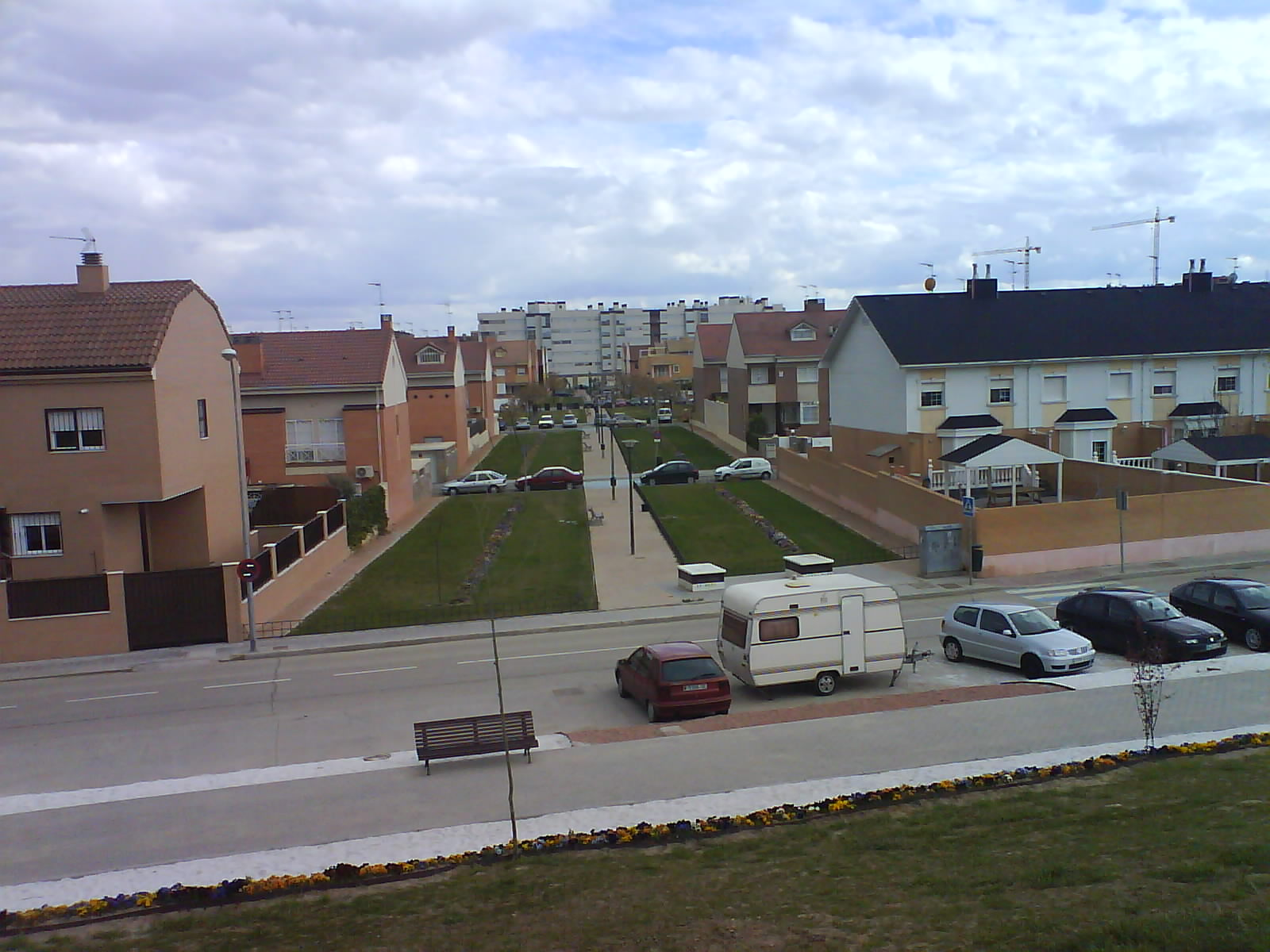
ラ・ラグーナ地区の街並み

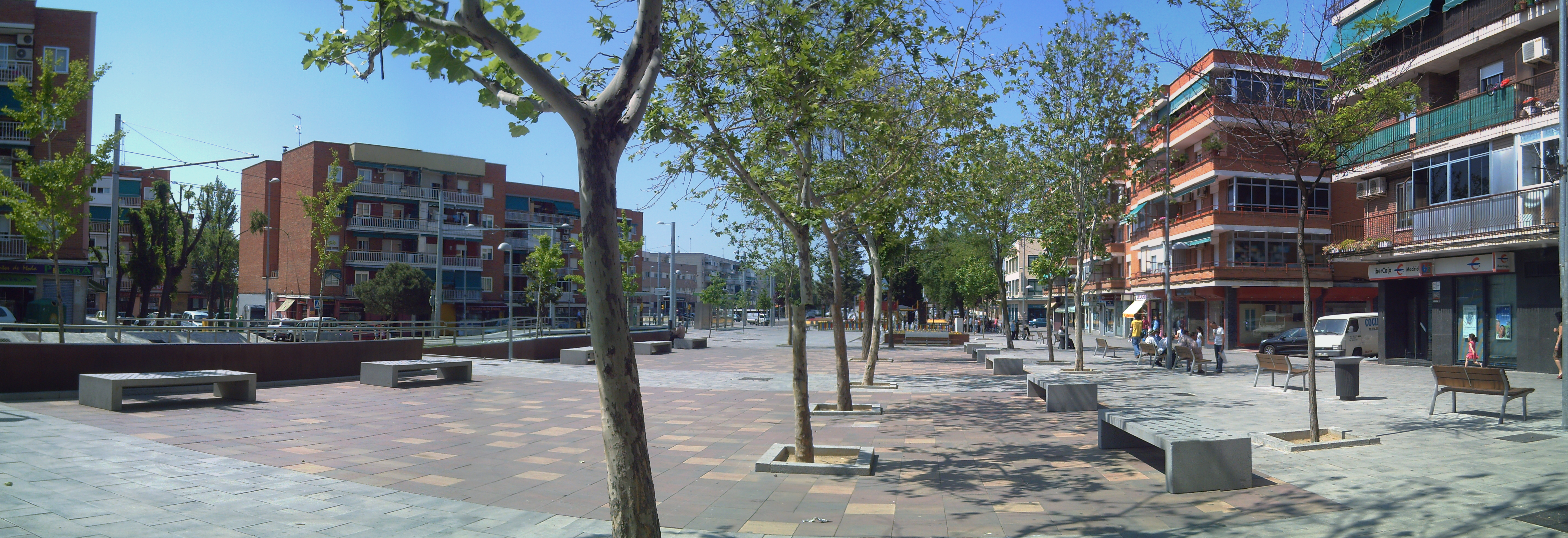
パルラの並木道

## 人口
20世紀初頭のパルラの人口は1,237人に過ぎず、1960年の人口も1,809人に過ぎなかった。しかし、1960年代後半にはスペイン国内で農村部から都市部への国内移民が盛んとなり、パルラは急激な人口増加を経験した。1970年には人口が10,317人に達し、10年間の人口増加率は470%を記録した。1970年代にも移民の波は続き、カスティーリャ＝ラ・マンチャ州、アンダルシア州、エストレマドゥーラ州などからの国内移民がマドリードへの通勤に便利なパルラにやってきた。1981年の人口は56,318人、1991年の人口は70,048人となった。1996年には国外からの移民の波が訪れ、北アフリカのアルジェリアやモロッコ、ルーマニア、ポーランド、サハラ以南のアフリカ諸国からの移民で再び人口が増加した。この傾向は今日も続いており、2014年の人口は125,323人に達している。
| パルラの人口推移 1900－2012                             |
|                                                         |
| 出典:INE（スペイン国立統計局）1900年 - 1991年、1996年 - |

## 政治
1979年の第1回地方自治体選挙からずっとスペイン社会労働党(PSOE)から自治体首長が選出されてきた。1999年に就任したトマス・ゴメス・フランコは2007年選挙でも当選して3期目を迎えていたが、マドリード社会党の代表に就任するために2008年10月にパルラ首長を辞任し、同党のホセ・マリーア・フライレが首長の座を引き継いだ。2007年選挙では社会労働党が得票率74.43%で20議席を獲得し、国民党(PP)は得票率16.61%で4議席を獲得し、統一左翼(IU)は得票率6.15%で1議席を獲得している。2015年選挙では国民党のルイス・マルティネス・エルバスが首長に就任し、民主化後初めて社会労働党以外から首長が誕生した。
| 任期      | 首長名                                                                            | 政党 |
| --------- | --------------------------------------------------------------------------------- | ---- |
| 1979–1983 | フランシスコ・ゴンサーレス                                                        | PSOE |
| 1983–1987 | フランシスコ・ゴンサーレス                                                        | PSOE |
| 1987–1991 | ペドロ・ベルメホ                                                                  | PSOE |
| 1991–1995 | ホセ・マヌエル・イバニェス                                                        | PSOE |
| 1995–1999 | ホセ・マヌエル・イバニェス                                                        | PSOE |
| 1999–2003 | トマス・ゴメス・フランコ                                                          | PSOE |
| 2003–2007 | トマス・ゴメス・フランコ                                                          | PSOE |
| 2007–2011 | トマス・ゴメス・フランコ (07-08) ホセ・マリーア・フライレ(08-11)                  | PSOE |
| 2011–2015 | ホセ・マリーア・フライレ(11-14) ベアトリス・アルセレディーリョ・マルティン(14-15) | PSOE |
| 2015–2019 | ルイス・マルティネス・エルバス                                                    | PP   |
| 2019–2023 | n/d                                                                               | n/d  |
| 2023–     | n/d                                                                               | n/d  |

## 交通

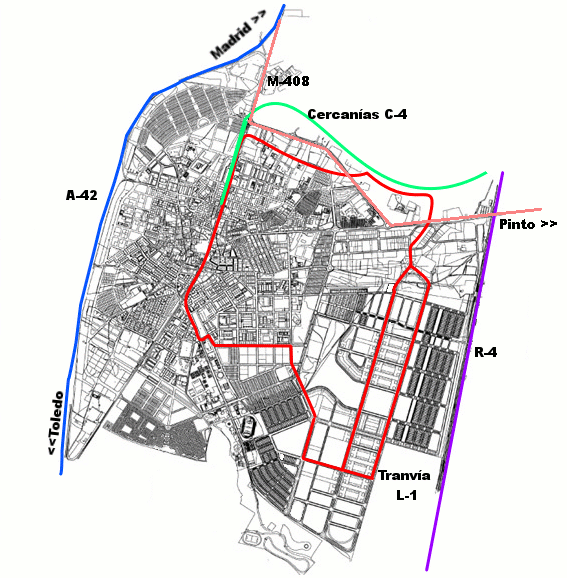
パルラの交通
トラム（路面電車）
セルカニアス（近郊電車）

パルラ・トラムの路線図

### パルラ・トラム

#### 歴史
2003年から2007年にはマドリード大都市圏でマドリード地下鉄の拡張プログラムが行われ、2007年5月24日には低床の路面電車車両を用いたライトレールであるメトロ・リヘロが開業した。メトロ・リヘロと同時期に、マドリード大都市圏南端部のパルラ市街地で完結する路面電車として建設され、メトロ・リヘロと同じアルストム社シタディスシリーズ車両を用いて運行を開始したのがパルラ・トラム（路面電車）である。
2007年5月6日、パルラ・トラムの第1区間が先行開業した。パルケ・パルラ・エステ駅（パルラ東公園駅）からパルラ市街地の中心駅であるパルラ・セントロ駅（パルラ中央駅）を通ってプラサ・デ・トロス駅（闘牛場駅）までの区間であり、路線図は「C」字型を描いた。9月8日には第2区間が開業し、第1区間と合わせて環状線運行が開始された。パルラ・トラムは全線が複線であるが、第2区間のうちポリゴノ・インドゥストリアル・シウダ・デ・パルラ駅（パルラ市工業地区駅）からアベニダ・システマ・ソラール駅（システマ・ソラール通駅）までの区間は上下線の線路が異なる通りを通っており、「ハイメ1世スール駅」と「ハイメ1世ノルテ駅」のように、「スール」（南）と「ノルテ」（北）を付けて上下線の駅を区別している。
開業初年度の2007年の年間乗客数は235万人、2年目の2008年の年間乗客数は380万人だった。2011年の年間乗客数は500万人であり、平日には平均20,000人を運んでいる。2012年の満足度調査では10点満点中8.64点だった。トラムの支持者はトラムのおかげでマドリードへの移動が容易になったと主張するが、トラムの批判者はトラムではなくバスなど他の交通機関でもニーズを満たせたとしている。

#### 特徴
パルラ・トラムは8.3kmの環状線であり、レンフェ（スペイン国鉄）が運行するセルカニアス マドリードの4号線とパルラ・セントロ駅で接続している。標準軌を採用しており、マドリード州の他都市で建設または計画されている路線の車両と互換性がある。主要株主はグローバル・ロード社が85%、CCM社が15%である。約500mごとに全15駅が設けられており、市街地中心部と都市郊外、警察署、健康・文化センター、ショッピングセンターなどを結んでいる。料金は1乗車あたり1.30ユーロであり、10回乗車券は8.50ユーロであり、これは自治体内を走るバスの料金と同じ料金に設定されている。マドリード大都市圏における公共交通料金体系に組み込まれており、B2ゾーンの地域トラベルパスも利用可能である。
パルラはマドリードのベッドタウンであり、パルラ自体の産業基盤は小規模であるため、大部分の労働者はマドリードなどに通勤する。パルラ・トラム自体はパルラ市街地内で完結しており、外部と接続する交通機関の存在が重要である。また、現在の路線図では市街地南部にあるラ・ラグーナ地区やパルラ南病院などへのアクセスが悪く、これらの地区には将来的な延伸が計画されている。

#### 車両
車両はアルストム社のシタディス302を使用しており、バルセロナのトランバイシュやトランベソス、テネリフェ島のテネリフェ・トラム、ムルシアのムルシア・トラム、マドリードのメトロ・リヘロと同じである。1編成あたりの定員はバス3台分と同等の220人である。

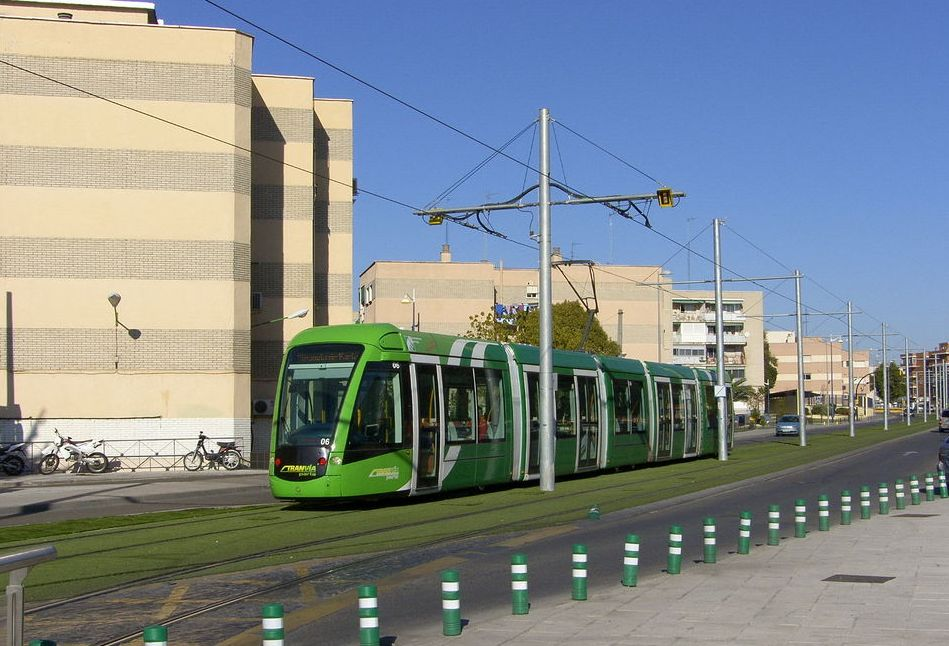
走行中のトラム
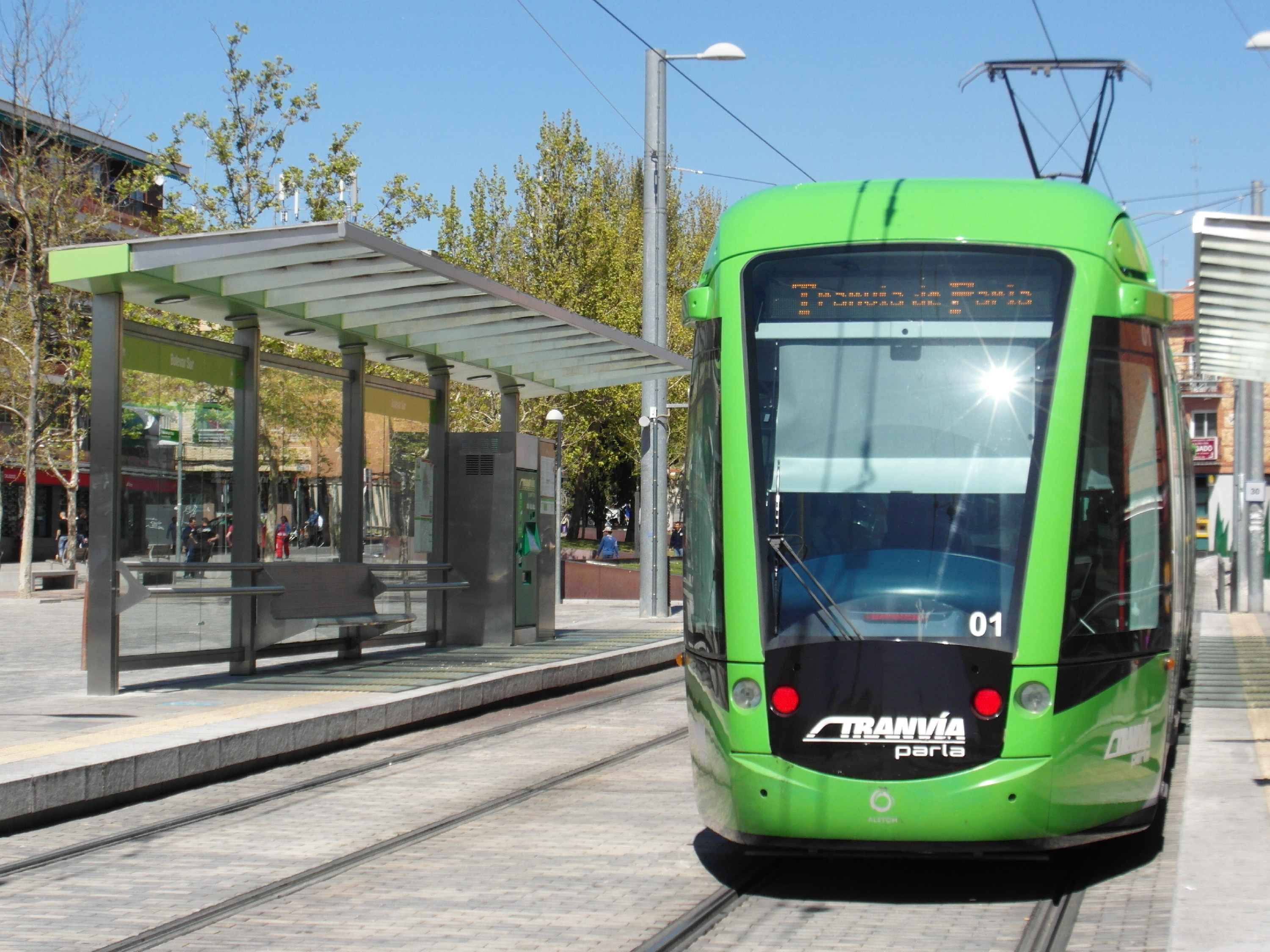
停留所に停車中のトラム
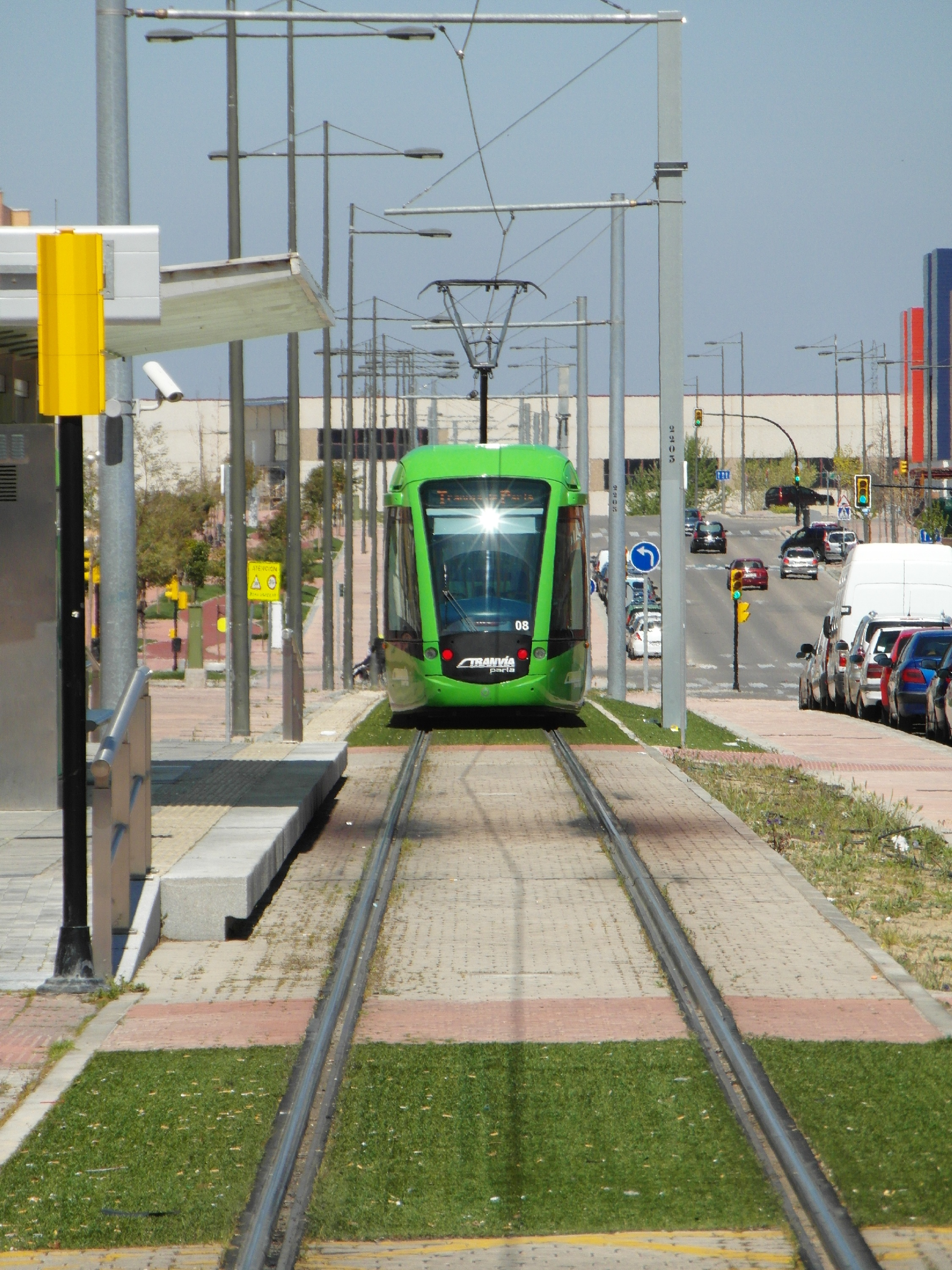
停留所と芝生軌道
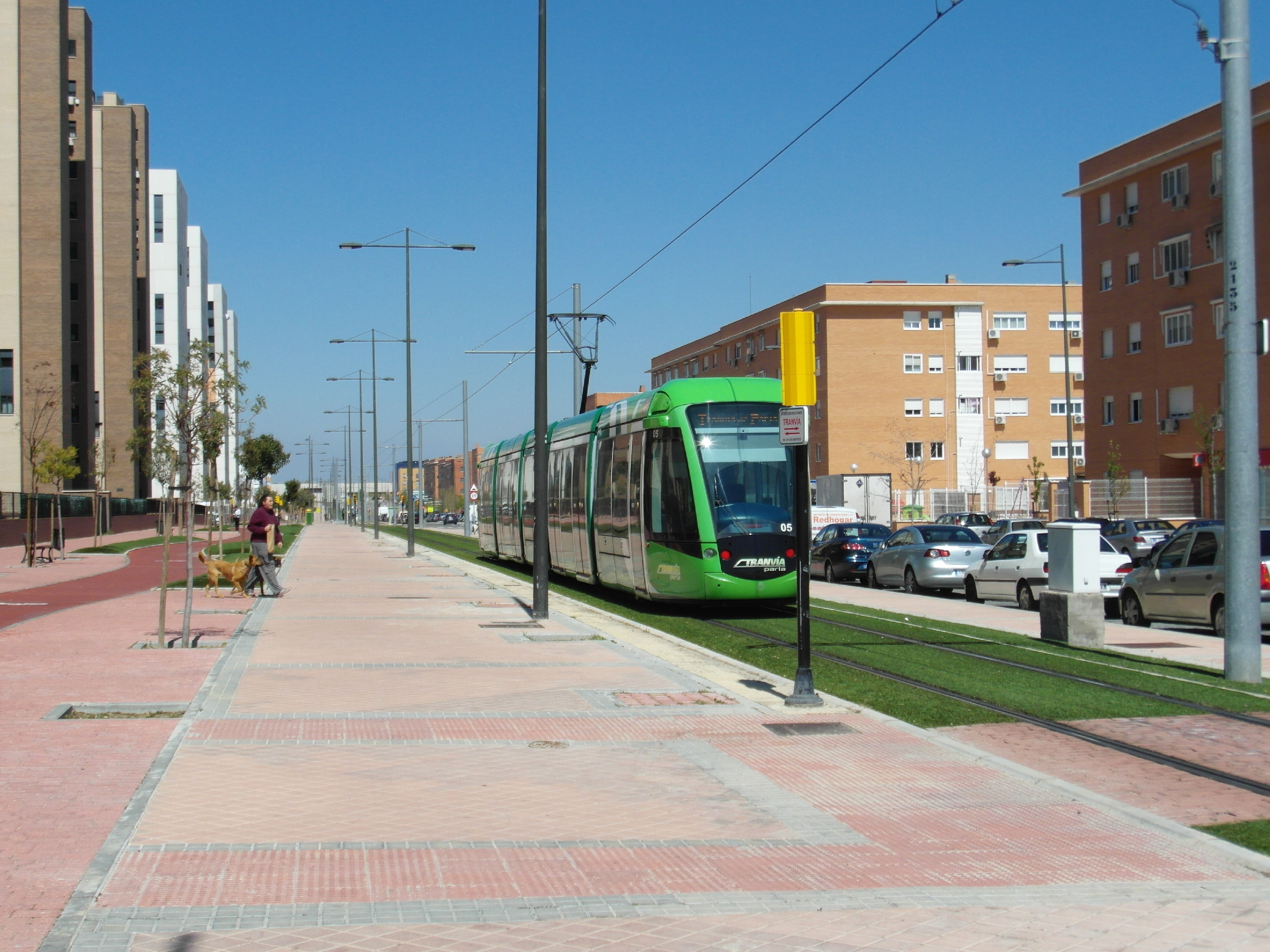
トラムの軌道と側道
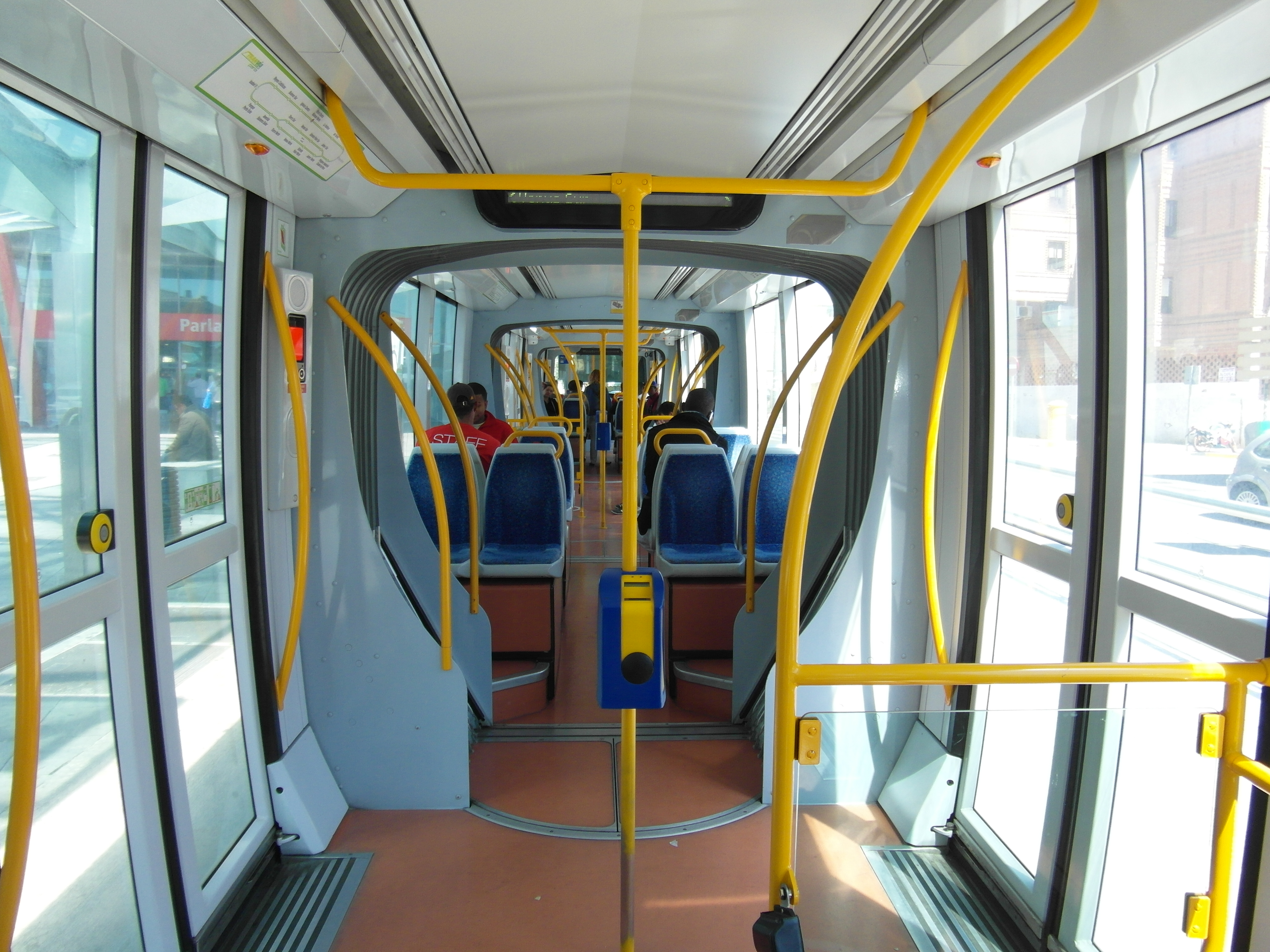
トラムの車内

## 出身者
- バルトロメー・ウルタード（スペイン語版）(1620-1698) : 建築家。フェリペ4世とカルロス2世{に仕えた。
- テネシー（スペイン語版） : ドゥーワップグループ。
- ラファエル・ベニテス(1960-) : サッカー指導者。
- カルロス・メヒア・ダビラ（スペイン語版）(1966-) : サッカー審判員。
- ハビエル・カスティリェホ(1968-) : ボクサー。
- トマス・ゴメス（スペイン語版）(1968-) : 政治家。マドリード社会党代表。
- アントゥミ・トアシヘ（スペイン語版）(1969-) : コロンビア出身、スペイン国籍の歴史学者。パルラ在住。
- クリスティーナ・サンチェス(1972-) : 女性闘牛士。
- ミゲル・アンヘル・ガルソン（スペイン語版）(1975-) : 俳優。
- ホセ・イグナシオ・サイーノス(1977-) : サッカー選手。
- セルヒオ・パチョン（スペイン語版）(1977-) : サッカー選手。
- ハビエル・カムーニャス(1980-) : サッカー選手。
- ルベン・マルティネス・ペレス（スペイン語版）(1985-) : バスケットボール選手。
- フアン・ホセ・バリェスタ（スペイン語版）(1987-) : 俳優。
- ハビ・ムニョス(1995-) : サッカー選手。
- イバン・カレロ(1995-) : サッカー選手。
- ボルハ・マジョラル(1997-) : サッカー選手。

## 姉妹都市
- バレンシア州アリカンテ県カリョサ・デ・セグラ（スペイン語版）
- カスティーリャ＝ラ・マンチャ州バリャドリッド県バリャドリッド
- カタルーニャ州バルセロナ県バダロナ
- フンシャル